# Tillandsia carminea
Tillandsia carminea är en gräsväxtart som beskrevs av Walter Till. Tillandsia carminea ingår i släktet Tillandsia och familjen Bromeliaceae. Inga underarter finns listade i Catalogue of Life.

## Bildgalleri

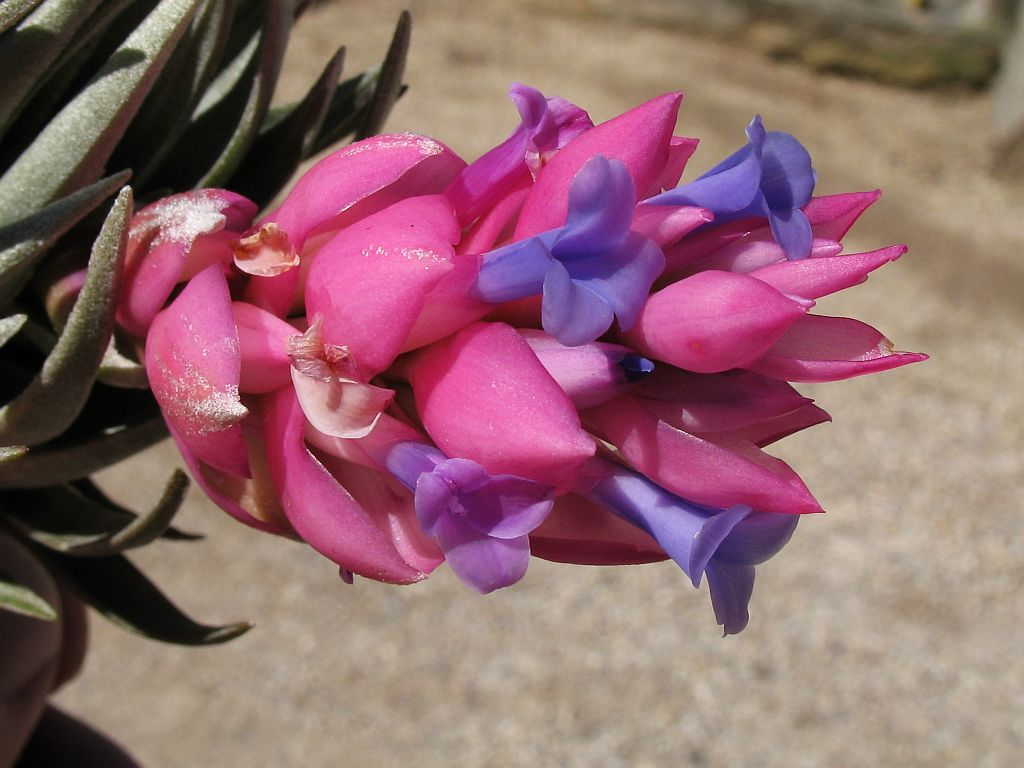
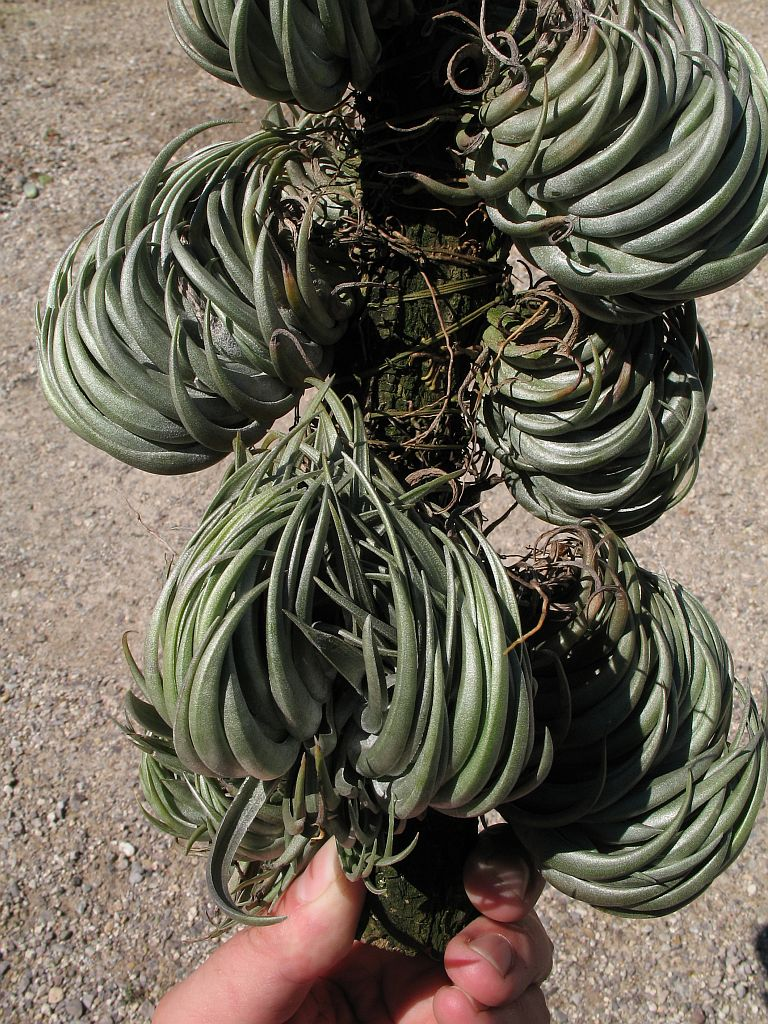